# Alan Scott (DC Comics)
Pour les articles homonymes, voir Scott et Alan Scott.
Alan Ladd Wellington Scott est un personnage de super-héros apparaissant dans les comics Américains publiés par DC Comics, et le premier à avoir porté le nom de Green Lantern. Créé par Bill Finger et Martin Nodell,  il fait sa première apparition dans All-American Comics #16, publié en 1940. Alan Scott lutte contre le mal avec l'aide d'un anneau qui lui procure des pouvoirs magiques.
Bien qu'il ait été le premier super-héros à avoir porté l'anneau magique qui contient l'énergie verte de la volonté, Alan Scott n'a jamais fait partie du Corps des Green Lantern, mais par contre il a été l'un des membres fondateurs de la société de justice d'Amérique et de la All-Star Squadron. Il a également fait partie du groupe dissident Checkmate.
Ce Green Lantern, pourtant le premier, n'a jamais eu autant de popularité que Hal Jordan, que ce soit auprès du grand public ou des amateurs de comics.
Alan Scott est aussi connu comme l'un des rares personnages homosexuels dans l'univers du comic book.

## Historique de publication
Alan Scott a été créé par le dessinateur Martin Nodell. Ce dernier cite l'opéra de Richard Wagner intitulé L'Anneau du Nibelung ainsi que la lanterne verte d'un agent du chemin de fer, qu'il a vu par hasard, comme inspiration à la création de ce premier Green Lantern. Après avoir vu L'Anneau du Nibelung donc, une idée est venue à Nodell de créer un super-héros qui possède une grande variété de pouvoirs à partir d'un seul anneau, qu'il doit cependant régulièrement recharger sur une lanterne magique. Quant à l'apparence et au costume, Nodell s'est inspiré de la Mythologie grecque en créant un uniforme très coloré et tape à l'œil.
Il a choisi le nom « Alan Scott » en feuilletant l'annuaire d'une cabine téléphonique à New York, jusqu'à ce qu'il trouve deux noms qui lui plaisait.
Alan Scott fait ses débuts dans All-American Comics #16 (juillet 1940), combattant alors le crime sous l'identité secrète de « Green Lantern ». Il apparait également comme faisant partie de la Société de justice d'Amérique, dans All Star Comics #3 (Hiver 1940) et est le second président de cette équipe dans le numéro 7, puis disparait dans les numéros suivants avant de revenir quelques années plus tard, en demeurant quand même l'un des personnages principaux de la série. La plupart des ennemis d'Alan Scott sont de simples humains, bien qu'on compte parmi les antagonistes quelques super-vilains au pouvoirs paranormaux, comme l'immortel Vandal Savage ou le zombie Solomon Grundy. Scott obtient plus tard de la notoriété auprès des fans, et s'est vu même offrir sa propre série, Green Lantern. La plupart de ses aventures se passent au début de cette série dans la ville de New York.
En 1941, les scénaristes attribuent un associé à Alan Scott, un chauffeur de taxi originaire de Brooklyn nommé Doiby Dickles, qui apparaît régulièrement avec le héros jusqu'en 1949. Alan obtient même un partenaire, canine cette fois, du nom de Strie. Ce chien s'est avérée plus tard si populaire qu'il apparait dans sa propre minisérie.
Après la Seconde Guerre mondiale, on constatait une baisse de la popularité des super-héros. Green Lantern a par conséquent été annulée en 1949 après 38 numéros et All-American Comics fait désormais place nette au western. Au crépuscule de l'Âge d'Or des comics, le héros fait sa dernière apparition dans le numéro 57 de All Star Comics, apparu en 1951. Après cela, il n'a pas été publié pendant presque 12 ans, et même après son retour il n'a jamais eu droit à sa propre série. Cela a sans doute été provoqué par l'arrivée et le triomphe de Hal Jordan, qui a progressivement éclipsé les aventures de Scott.
En 1959, Julius Schwartz, éditeur chez DC, réinvente Green Lantern et le présente désormais comme un héros de science-fiction. Hal Jordan, le nouveau Green Lantern, a été parrainé par des forces inconnus des Gardiens de l'Univers, et agit comme un justicier interstellaire à travers l'espace. Il avait à peu près les mêmes pouvoirs que Scott, sauf que Hal Jordan agissait au début pour son propre compte et était complètement indépendant. Ce nouveau Green Lantern devenait de plus en plus populaire, bien que les lecteurs avaient toujours eu un intérêt pour Alan Scott. Quelques années plus tard, il apparaît en tant que guest star dans The Flash #137 (1963). Pour éviter un conflit de continuité avec les trames incluant Hal Jordan, Alan Scott et tous ses précédents histoires ont été réécrites comme provenant d'un univers parallèle. Pendant les années 1960 et 1970, il fait quelques apparitions avec les personnages de l'âge d'argent des comics, visitant avec eux les galaxies les plus reculées, mais ayant à chaque fois des rôles secondaires. En 1976, il apparaît régulièrement aux côtés de la Société de justice d'Amérique dans une renouveau de la All-Star Comics et, plus tard, dans Adventure Comics avec des histoires se déroulant pendant les années 1970. En 1981, DC Comics lance la All-Star Squadron, mettant en vedette Alan Scott et la Société de justice d'Amérique dans une trame se situant au milieu de la Seconde Guerre mondiale. En 1986, les éditeurs de DC Comics décident que tous leurs personnages évolueront dans le même cadre, et ce à partir de la mini-série Crisis on Infinite Earths ; Alan Scott partage alors le même monde fictif que Hal Jordan. Plus tard, DC Comics sort un one-shot intitulé Last Days of the Justice Society, mettant en vedette le héros dans une trame totalement indépendante de la continuité DC, dans lequel il est emprisonné pour toujours dans un royaume extra-dimensionnel. En 1990, le héros revient en haut de l'affiche après les demandes incessantes des fans ; il est alors remis au goût du jour dans la peau d'un vétéran de la seconde guerre mondiale. Pour distinguer Alan Scott de Hal Jordan, les scénaristes ont changé pendant un certain temps son nom de code en Sentinel, puis il perd son anneau magique, et ne peut alors manifester son pouvoir qu'avec sa main éclatante. Toutefois, il retrouve sa bague et son nom de code original dans JSA #50 (2003), mais est exclu du Corps des Green Lantern, car pour ainsi dire, il n'en a jamais fait partie. Scott était alors devenu un membre régulier de la Société de Justice d'Amérique.
En 2011, DC Comics tente encore un renouveau du personnage dans une réalité alternative où Hal Jordan et le Corps des Green Lantern n'existent plus (Terre-2). Cette fois, Alan Scott retrouve ses années jeunesse et incarne le super-héros fort, sûr de lui et courageux en toute circonstance. Il apparaît ensuite dans Earth 2 #3 (2012) avec un nouveau costume vert plus élégant.

## Biographie fictive

### Âges d'or et argent

#### Début du personnage

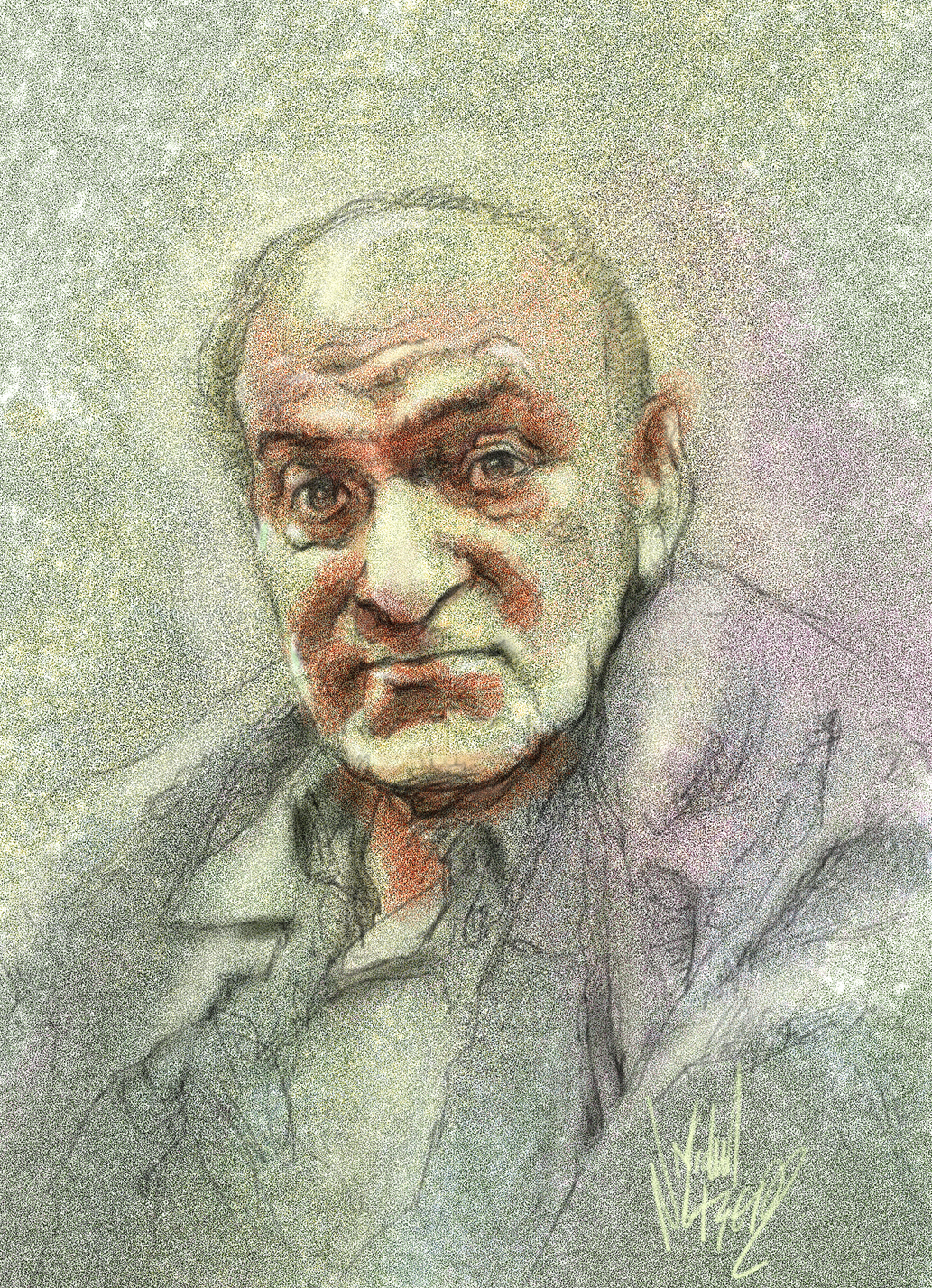
Martin Nodell, créateur du personnage avec Bill Finger.

Il y a des milliers d'années, une météorite contenant une « flamme verte » est tombé sur terre. Une voix dans cette flamme prédit alors qu'il agira trois fois : une fois pour apporter la mort, une fois pour apporter la vie, et une fois pour apporter le pouvoir. Pour la première prophétie, un facteur de lanterne façonna une lampe à partir du métal vert du météore, mais les villageois tuent le facteur, de peur d'être châtiés par ce qu'ils pensent être un sacrilège. Pour la seconde prophétie, pendant l'époque moderne, la lampe est tombée entre les mains d'un patient d'un établissement psychiatrique qui va quant à lui la façonner pour devenir un train à lanterne. L'énergie verte de la volonté contenue dans la flamme restaure la santé mentale de l'homme et lui permet de prendre un nouveau départ dans sa vie. Pour la troisième prophétie, en 1940, après que les deux premières aient été accomplis, la lanterne que le facteur lynché par les villageois a façonnée tombe finalement entre les mains d'Alan Scott, un jeune ingénieur des chemins de fer. À la suite de l'effondrement du pont d'une voie ferrée, la flamme apprend à Scott comment façonner l'anneau magique, et devenir ainsi un super-héros au pouvoirs mystique du nom de Green Lantern. Il adopte alors un costume coloré de rouge, jaune, marron et violet et devient un justicier qui combat le crime et l'injustice. Il découvre alors plus tard la faiblesse de ses pouvoirs contre le bois. C'est aussi pendant cette période qu'a été formé la Société de Justice d'Amérique, et Alan Scott en fut l'un des membres fondateurs.
Scott utilise son anneau pour voler, marcher à travers les objets solides « en se déplaçant dans la quatrième dimension », paralyser ou rendre ses adversaires aveugles temporairement, hypnotiser, créer des rayons d'énergie, faire fondre le métal, et bien d'autres choses. L'anneau lui permet également de voyager dans le temps. Parfois, il l'utilise pour lire dans les pensées ou créer des objets solides ou des champs de force comme le font généralement les autres Green Lantern comme Hal Jordan. Son anneau peut le protéger contre tout objet en métal, mais pas contre les objets à base de cellules végétaux.
Pendant les années 1940, Green Lantern alterne entre aventure sérieuse, notamment lorsqu'il se bat contre Solomon Grundy, son ennemi juré, et la comédie légère, lorsqu'il apparaît avec son associé Doiby Dickles. Vers la fin de son période d'Âge d'Or, Scott a été réduit à un rôle de sidekick pour Streak The Wonder Dog, un super-héros canin similaire à Rin-Tin-Tin ou Lassie.
Dans All-American Comics #38, il a été révélé que son prénom est Wellington.

#### Société de Justice d'Amérique
Une partie des débuts de Scott en tant que Green Lantern se passe dans la continuité rétroactive de DC. Dans All-Star Squadron Annual #3, les JSA affrontent Ian Karkull, qui, par inadvertance, les a imprégnés avec l'énergie vitale volée à une victime innocente. Cette énergie retarde le vieillissement, permettant à Scott et plusieurs autres membres de la Ligue, ainsi que leurs épouses, de rester pleinement actifs jusqu'à la fin du XXe siècle, sans aucun signe de défaillance ou faiblesse physique. Les événements de cet incident ont également conduit Scott à quitter la JSA, car n'ayant pas pu sauver l'hôte originelle de l'énergie vitale, il s'est vu rongé par le remords de n'avoir pas pu être à la hauteur du principale mission d'un super-héros : sauver un innocent.
En 1951, Scott était encore membre de la Société de Justice d'Amérique lorsque l'équipe a été mise sous commission d'enquête par le Joint Congressional Un-American Activities Committee, une organisation fictive inspirée par la House un-American activities Committee. Ils ont été accusés de sympathie envers le Communisme et ont été obligés de révéler leurs véritables identités. Ils ont toutefois refusé, et un grand nombre d'entre eux ont été forcés à une retraite anticipée dans les années 1950.
Lorsque la JSA a été reformé au début des années 1960, Scott réintégra l'équipe mais avec des histoires plutôt centrées sur la Ligue de Justice d'Amérique se passant dans un monde parallèle (Earth-One), mais également des trames où le héros partage ses aventures avec Hal Jordan.

#### Descendance
Il a été révélé que vers la fin des années 1960, Scott se maria avec une femme schizophréne appelée Rose and Thorn. Ils ont eu deux enfants qui deviendront plus tard Jade et Obsidian, membre de l'équipe Infinity, Inc.
Dans les années 1980, Scott s'est marié avec son ancienne ennemie Molly Mayne, alias Harlequin.

### AprèsCrisis on Infinite Earths
En 1986, Un one-shot intitulé The Last Days of the Society of America Special raconte comment Adolf Hitler a déclenché une vague massive d'énergie destructrice qui anéantira la Terre en 1945. Scott et la Société de Justice d'Amérique pénètrent alors dans une limbe dimensionnelle afin de combattre Ragnarok.
Dans Green Lantern vol 3 #19, DC a encore tenté la continuité rétroactive sur les origines d'Alan Scott et la puissance de l'anneau en prenant en compte les modifications apportées par Crisis on infinite Earths. Dans cette histoire, l'anneau de Scott appartenait initialement à Yalan Gur, un Green Lantern très apprécié des Gardiens de l'Univers. Cependant, Yalan Gur a fini par abuser de son pouvoir en interférant avec les habitants de la Chine antique. Les Gardiens incorporent alors une faiblesse contre le bois à son anneau, qui permît aux paysans de le combattre facilement avec de simples bâtons. Yalan se venge alors contre les Gardiens. Son corps a par la suite brûlé dans l'atmosphère, et devient la météorite verte qui sera la lanterne verte d'Alan Scott. L'esprit d'Yalan a pris possession du métal, promettant la mort lorsqu'il a été en pleine rage, se rendant toutefois compte de son erreur quand il comprît que les deux premières prophéties étaient désormais accomplies. Quand Alan reçu la lanterne, l'esprit lui a ordonné de créer l'anneau magique ainsi que le personnage de Green Lantern.

#### Retour
Avec l'aide de Waverider, la JSA ont pu quitter les limbes et commencer une nouvelle vie sur Terre après la période Crisis. La mini-série est alors suivie par la Société de Justice d'Amérique (1992-1993), qui raconte comment Alan Scott s'adapte à son nouveau monde. Durant la courte période où cette série a été publiée, la JSA affronte une réincarnation de Ultra-Humanite ainsi que Pol Saint-Germain et kulak le Sorcier. Scott retrouve alors sa femme et ses enfants, et la série se termine après le numéro 10.
Alan suit Guy Gardner et un petit groupe de super-héros pour enquêter sur un mystérieux personnage en détresse sur Oa, qui a été agressé par Hal Jordan, devenu fou et qui désormais s'appelle Parallax, après la destruction de sa ville. Plus tard, Alan découvre qu'un artiste, Kyle Rayner, a hérité d'un ultime anneau. Après avoir rencontré le jeune héros, il l'informe de la situation concernant Hal Jordan et le Corps des Green Lantern. Au cours des événements de Zero Hour, Alan et les JSA sont attaqués par un vilain appelé Exstant, et plusieurs de ses coéquipiers sont tués. Après avoir été battu par le monstre, Alan donne son anneau à Kyle Rayner en lui léguant le nom de Green Lantern. Mais l'anneau sera plus tard détruit par Parallax.
Pendant un certain temps, Starheart faisait partie intégrante du corps de Scott, il adopte alors le nom de Sentinel, et devient l'un des membres fondateurs de la nouvelle JSA. Grâce au facteur de rajeunissement de Starheart, son corps a été temporairement revitalisé, ressemblant à un homme de 30 ou 40 ans. Cela a incité sa femme à vendre son âme au démon Neron en échange d'une nouvelle jeunesse. Alan pénètre alors dans le royaume démoniaque avec l'aide de Phantom Stranger, Zatanna et Kyle Rayner et parvient à libérer l'âme de Molly, sa femme. Durant la guerre de Rann-Thanagar, Kyle Rayner révèle que Scott est un membre honoraire des Corps des Green Lantern.

#### Infinite Crisis et 52
Pendant l'Infinite Crisis, Scott et sa fille Jade, accompagnés par d'autres héros, voyagent au centre de l'univers avec Donna Troy afin de combattre Alexander Luthor Jr. Ils réussissent à sauver l'univers, mais Jade meurt lors de cette mission. Un an plus tard, Scott est toujours actif au sein du JSA mais porte désormais un cache-œil après avoir eu un accident lors d'une mission de routine. Bien qu'il ait perdu sa fille, Scott considère ses amis et coéquipiers comme sa propre famille, en particulier Kyle Rayner.
La quatrième semaine de 52 révèle que Scott a perdu son œil gauche pendant une période où lui et plusieurs autres super-héros ont été portés disparus, environ 11 mois avant les événements de CheikMate #1.

#### One year later
Plus tard, Scott et Mister Terrific rejoignent Cheickmate et le Roi Blanc. Il se retrouve alors avec une polémique morale avec la Reine Noire Sasha Bordeaux concernant la nature violente de Cheickmate, après que Bordeaux et son équipe aient abattu des dizaines de Kobra au cours d'un raid sur une installation industrielle. Bordeaux argumente que la fin justifie les moyens, alors que Scott adhère au principe que les héros ne doivent pas tuer, sauf dans de cas d'extrême nécessité. Bordeaux suggère à Scott de démissionner, le jugeant trop faible, notamment dans les prises de décision importante. Parallèlement à ce conflit interne, Scott et la Reine Blanche (Amanda Waller) essayent de tenir l'organisation loin des commanditaires politiques.
Après la naissance de Gog, Alan Scott s'allie avec les membres de la Société de justice d'Amérique, qui s'opposent à ce dernier. Cependant, après avoir rencontré la Société de Justice d'un univers alternatif dans lequel sa fille Jade est encore en vie, il envisage de demander à Gog de ramener sa fille à la vie. Plus Tard, Sandman apprend que Gog est entré symbiose avec la terre, et si cela continu une journée de plus, la terre ne sera plus en mesure de survivre sans lui. Le reste de la JSA arrivent à éliminer Gog en séparant sa tête de la Terre, ce qui est, selon Scott, la seule façon de sauver la planète. Certains membres de la Société de Justice se sont alliés avec Gog pour le duper et ainsi l'empêcher de s'en prendre aux autres membres de l'équipe. Tous les disciples de Gog, y compris Magog, espèrent alors une bénédiction de la part du monstre, mais il a été déjà trop tard. La JSA a réussi à arranger les choses après que Gog ait été définitivement vaincu, mais Scott n'a malheureusement pas pu rencontrer sa fille.
Dans la trame de Final Crisis, le héros mène une résistance contre le dictateur Darkseid, rejoignant alors les super-héros qui ont répondu à l'Article X. Dans Final Crisis #5, il défend le quartier général de Checkmate situé en Suisse contre les Justifiers. Hawkman parvient à sauver Scott in extremis avant que Donna Troy n'arrive à poser le casque des Justifiers sur lui.
Dans le crossover Blackest Night, Alan et la JSA affrontent Kal-L et une version Black Lantern des membres de la Dead Justice. Quand Jakeem Thunder a été vaincu, Alan fut l'un des héros qui ont ajouté leurs pouvoirs dans une « bombe Black Lantern » conçu pour imiter les capacités de Thunderbolt, et ainsi détruire tous les Black Lanterns qui se trouvent à New York. Après la bataille finale, la fille d'Alan Scott est ressuscitée par la puissance de la lumière blanche.

#### Brightest Day
Dans le début du crossover Brightest Day, Alan se trouve dans les bras d'Obsidian ; il a alors des convulsions, se tortillant alors qu'une lumière verte jaillit de son corps: il est en train de perdre le contrôle de son âme. Une fois que son corps a été possédé, Alan s'envole avec la JSA en direction de l'Allemagne. La JSA rencontre alors Batman, de la nouvelle la Ligue de Justice et Scott retrouve Jade, qui, étant resté sur Oa depuis sa résurrection, a éventuellement été envoyé vers la Terre à l'intérieur d'un météore vert, et qui est révélé plus tard être le légendaire Starheart qui a donné à Alan ses pouvoirs. Sebastian Faust révèle alors aux deux équipes que Starheart a pris le contrôle des habitants de la terre pendant un certain temps, car maintenant que cet être maléfique est sur terre, il deviendra encore puissant. Jade raconte ensuite que Starheart l'a capturé et forcé à venir sur terre, l'utilisant alors comme appât pour retrouver Scott. Toutefois, elle se sentît coupable d'avoir créé en fin de compte cette situation et mettre ainsi son père en danger. Plus tard, Alan se réveille et son costume se transforme en une armure identique à celle qu'il porte dans Kingdom Come, puis il informe les héros présents sur les lieux qu'il a l'intention de détruire le monde.
Starman est envoyé dans l'espace pour chercher Alan, il le retrouve alors sur la lune, dans une énorme forteresse qu'il a lui-même construit. Mais Avant qu'il n'arrive à prévenir ses amis, Scott apparaît en face de lui et arrache le joyau source de ses pouvoirs, le rendant alors complètement inoffensif. Sous l'emprise de Starheart, Scott et quelques méta-humains continuent à semer le chaos sur terre, Batman décide alors de recruter Miss Martian pour pénétrer à l'intérieur de l'esprit du Starheart, et ainsi localiser la forteresse de Scott pour éventuellement permettre à la Ligue des Justiciers de l'éliminer. Batman rassemble ensuite un petit groupe de héros composé de lui-même, Jade, Hourman, Donna Troy, Jesse Chambers et Mister America, qui, tous, ont une faible chance d'être possédé par Starheart. Mister Miracle arrive alors et informe l'équipe qu'Alan a probablement installé le système de défense du Quatrième Monde sur sa forteresse. Lorsqu'ils retrouvent enfin Scott, Jade utilise ses pouvoirs pour libérer son père de l'emprise de Starheart. Après avoir retrouvé la raison, Scott décide de ne pas détruire la cité d'Émeraude qu'il a construit sur la surface de la lune, et la ville sera plus tard habitée par des créatures issues de l'Univers DC.
Après les événements de Brightest Day, Alan et le reste de la JSA se rendent dans la ville de Monument Point, qui a été attaquée par un puissant terroriste appelé Scythe. La JSA parvient à vaincre le terroriste mais ce dernier a eu le temps de briser le cou de Scott. Plus tard, il est révélé que Scythe est le fruit d'une expérience génétique Nazi, et que Scott et Jay ont été chargés par le président de tuer ce terroriste pendant la Seconde Guerre mondiale. Les deux héros ne parviennent pas à trouver un commun accord sur un plan d'action, et il est finalement décidé que Scythe ne sera pas tué, ce qui est contraire au consigne du président. Le docteur Mid-Nite découvre par la suite que les blessures subies par Alan l'ont paralysé, et toute tentative pour le guérir pourrait briser sa force psychique pendant l'utilisation de son anneau, probablement les séquelles de la période ou Scott a été possédé par Starheart.

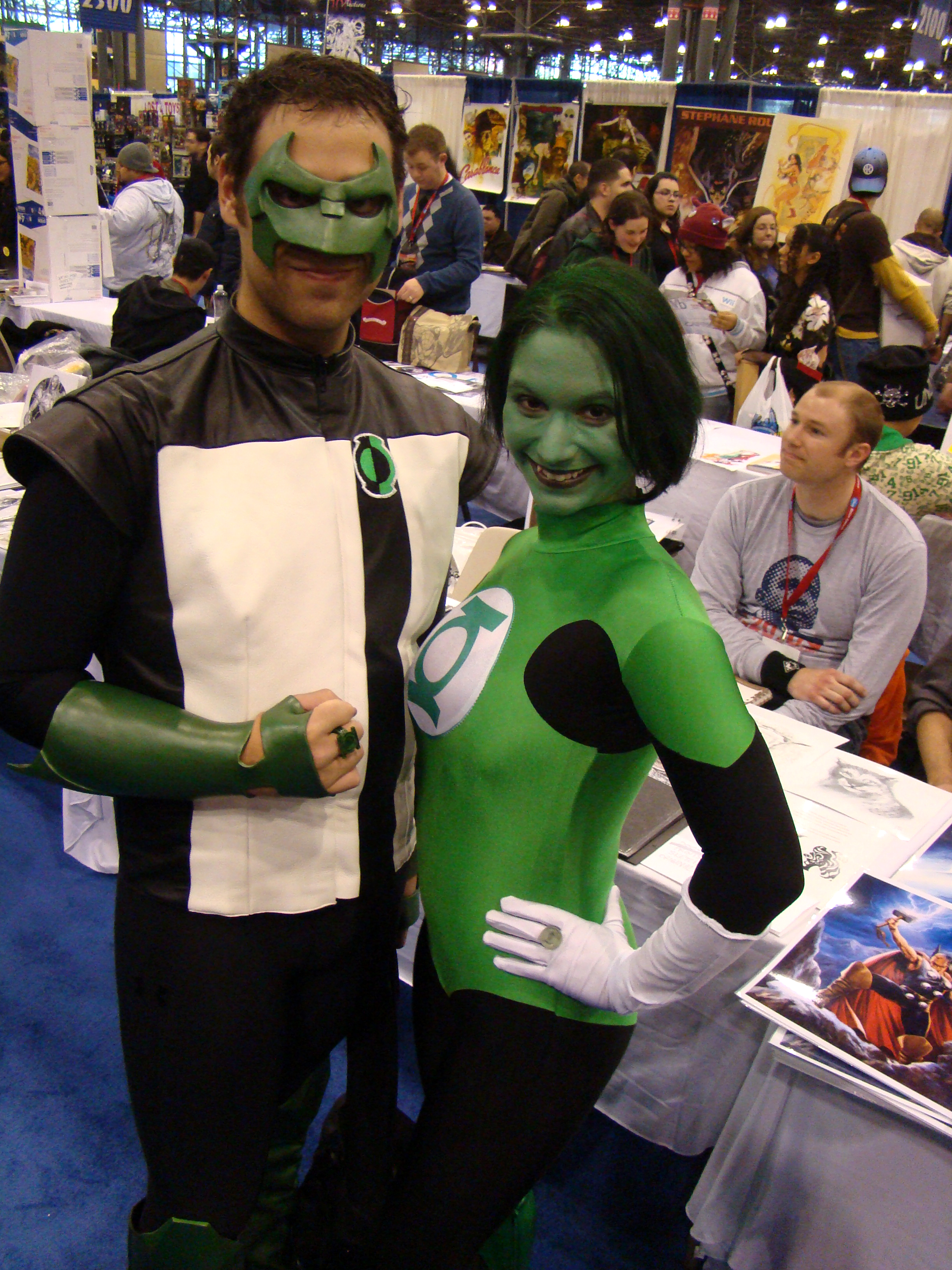
Cosplay de Kyle Rayner et Jade, la fille d'Alan Scott.

Par la suite, Jade visite son père sur la cité d'émeraudes, encore incapable de marcher. Elle lui propose alors d'utiliser ses pouvoirs pour l'aider à retrouver l'usage de ses jambes. Alan refuse la proposition de sa fille, prétextant que si quelqu'un essaierait de le guérir, Starheart reprendra le contrôle de son âme ; tous les habitants de la cité seront alors anéantis. Plus tard, Eclipso attaque la ville, et Jesse Quick cache Alan Scott dans un lieu sûr. Ayant obtenu tous les pouvoirs de Starheart, Eclipso parvient à vaincre Jade et tous les membres de la Justice League, et révèle ensuite que son but est de tuer le Dieu suprême. Puis il torture l'ange Zauriel, et les cris de ce dernier attire l'attention du nouveau Spectre, Crispus Allen. Mais Eclipso le tue et absorbe ses pouvoirs. Devenu encore plus puissant, le monstre révèle, dans ses délires, que Dieu survit grâce à l'amour collectif des humains, et qu'en détruisant la terre, il imagine pouvoir tuer Dieu pour toujours. Alors que la JSA prépare un ultime offensif contre Eclipso, ce dernier détruit la lune, provoquant l'anéantissement de tous les habitants sur terre. Il élimine ensuite Donna Troy. Cependant, il est plus tard révélé que la mort de Donna n'était qu'une illusion créée par Saint Walker pour piéger Eclipso, afin de permettre aux héros qui ont survécu de l'éliminer définitivement. Enfin, il est révélé que Jade et Obsidian se sont remis ensemble, et que Scott a désormais réussi à prendre le contrôle de Starheart.
Bien plus tard, les JSA affrontent D'arken qui s'est échappé de la prison de Monument Point ; ils n'arrivent toutefois pas à le vaincre, et D'arken quant à lui a décidé d'absorber les pouvoirs de tous les membres de la JSA. Seuls les héros qui ne possèdent pas de super pouvoirs ont alors pu combattre D'arken. La JSA dit ensuite à Alan Scott que la seule façon de vaincre le monstre est de relâcher à nouveau Starheart. Il accepte cette proposition, mais son corps a commencé à brûler quand Starheart est libéré. Par la suite, après que Starheart a été vaincu, la JSA enterrent Alan, le croyant mort.

## Personnalités
Alan Scott est un super-héros qui se préoccupe avant tout du sort des autres. Il n'hésite jamais à se faire énormément de mal pour sauver une vie, même au péril de la sienne. Il lui arrive des fois d'oublier de s'occuper de sa famille lorsqu'il s'agit de partir en mission, et quand parfois il lui arrive d'échouer une de ces missions qui lui sont confiées, il est complètement ravagé par le remords, à un tel point qu'il envisage même dans ces cas-là de décrocher son costume de justicier.
On connait peu de détails sur la vie de Scott lorsqu'il était encore agent des chemins de fer, on présume alors qu'il a acquis ces qualités après qu'il a été imprégné de l'énergie verte de la volonté contenue dans son anneau.

## Pouvoirs et capacités
La source de tous les pouvoirs d'Alan Scott est son anneau magique qui contient l'énergie de la volonté. Les capacités détaillées de cet anneau n'ont jamais été dévoilées, à part qu'il permet à Scott de voler, qu'il dégage toujours une lumière verte et qu'il présente une faiblesse apparente contre le bois.
Durant ses premières apparitions, son corps luisait d'une lumière verte à chaque fois qu'il utilise son pouvoir, par exemple quand il passe à travers un mur ou quand il vole. Son anneau peut également déplacer ou rétrécir des objets, faire fondre le métal, ou créer des champs de force. À ses débuts, Scott utilise rarement les pouvoirs de son anneau, préférant se battre avec ses poings comme tout vrais super-héros le ferait.
Plus tard, il a commencé à construire des objets solides. La limite des formes de ces objets n'a de limite que son imagination, et il peut dès lors concevoir des objets de toutes tailles et toutes formes comme une épée pour couper une corde, des chaînes pour attacher un prisonnier, un parachute pour ralentir sa chute, ou encore un énorme poing pour battre son adversaire. Ces objets sont toujours de couleur verte, et disparaissent aussitôt que Scott arrête de se concentrer. Il peut contrôler ces objets mentalement. Appelés désormais les « constructions », ces objets seront la signature des Green Lantern dans les décennies à venir.
Au début de chaque aventure, Alan charge son anneau en touchant à sa lanterne, lui procurant 24 heures d'autonomie de puissance. Le seul point faible de son pouvoir est le bois. Comme dans le cas du kryptonite à Superman, les pouvoirs de Scott sont nuls face à toute matière végétale.

## Autres versions

### New 52
Suivant la continuité Renaissance DC en septembre 2011, Alan a été réintroduit dans le numéro 1 de Terre 2 dans la peau d'un jeune et dynamique chef de la GBC, un monde parallèle au sein de la Multivers DC,. Le 1er juin 2012, DC a annoncé que Scott allait être repensé comme un super-héros gay. Dans le numéro 3, il a un petit ami nommé Sam, à qui il propose d'aller en vacances en Chine. Avant qu'il puisse le faire, cependant, le train dans lequel le couple voyage est soudainement détruit. Une mystérieuse flamme verte protège Scott pendant le drame et le guérit ; une voix inconnu l'informe alors que le crash a été causé par une force qui menace le monde entier, et que Sam n'a pas survécu au choc. Fou de chagrin et de rage, Scott fait le serment de venger Sam et de protéger le monde. La flamme lui créa alors un costume, et la bague de fiançailles qu'il a donné à Sam s'est métamorphosé en une anneau verte où Scott tire tous ses pouvoirs. Il devient dès lors Green Lantern, un justicier masqué qui n'a de cesse de combattre le mal. Ce Green Lantern est associé avec The Green, une entité mystique qui relie tous les plantes sur Terre. Cette version de Scott est la principale publiée par DC en continu depuis 2012, et qui tient également un rôle majeur dans le cross-over Convergence sorti en 2015.

### Kingdom Come
Dans la série limitée Kingdom Come écrite par Mark Waid et dessinée par Alex Ross, Alan est le seul Green Lantern sur Terre. Il vit dans une station orbitale appelée la Nouvelle Oa, à partir de laquelle il surveille et protège la Terre contre d'éventuels attaques d'extraterrestres. Quand Superman sort de sa retraite, Scott rejoint la Ligue de Justice pour les aider à supprimer les surhommes qui sont à l'origine du chaos dans le monde entier. Une fois la crise résolue, il se joint à l'Organisation des Nations unies en tant qu'ambassadeur de la nation souveraine de la Nouvelle Oa.

### JSA: The Unholy Three
Une autre version d'Alan Scott apparaît brièvement dans JSA: The Unholy Three en tant que vétéran de la Seconde Guerre mondiale appelé Lantern, dont l'utilisation du pouvoir de son anneau a été d'une valeur inestimable pour les services de renseignement pour sa capacité à discerner la vérité du mensonge. Dans cette version, l'anneau d'Alan a été détruit par un Superman devenu fou ; il y a également laissé sa main.

### Green Lantern: Evil's Might
Dans Green Lantern: Evil's Might, Alan Scott est dépeint comme le jeune chef d'un gang appelé le Bowery Greens. Il vole une pierre verte similaire à l'anneau de Kyle Rayner et, plus tard, vole la lanterne de ce dernier. Dans un ultime combat, il blesse mortellement Kyle, mais est par la suite absorbé par son anneau.

### Golden Age
Dans la série Golden Age, Alan Scott se trouve sous enquête par la House un-American activities Committee en raison de son refus de remettre entre les mains de la justice des employés soupçonnés d'activités liés au Communisme. Durant la bataille finale contre Dynaman, Johnny Quick l'appelle Big Guy, sans doute par référence à sa grande stature physique.

### Superman & Batman: Generation 2
Dans Superman & Batman: Generation 2 apparait une version alternative d'Alan Scott. L'anneau que possède cette version de Scott est présenté comme ayant appartenu à un Green Lantern qui a séjourné sur terre plusieurs années auparavant. Dans cette série, la première fois qu'il a utilisé son anneau, il a été frappé par derrière par un homme avec un club en bois. Cela l'a fait croire que son anneau est faible contre le bois, et un blocage psychologique s'est dès lors installé dans sa tête, l'empêchant d'utiliser efficacement son anneau lors qu'il s'agit de matière végétale. C'est aussi le cas des Gardiens de l'univers avec l'énergie jaune. C'est à partir de ce moment qu'est née le mythe de la faiblesse contre le bois du pouvoir de l'anneau de tous les Green Lantern.

### 52
Dans le dernier numéro de 52, un nouveau Multivers composé de 52 réalités identiques est révélé. Parmi ces réalités parallèles figure Terre-2. Cela n'a pas été mentionné ; mais dans ce monde, un Green Lantern qui est probablement Alan Scott fait une brève apparition.
Selon Grant Morrison, cet univers alternatif n'est pas la Terre-2 de l'après Crisis.
Il a été révélé dans la Société de Justice (vol. 3) n ° 20 que la version de Scott issue de Terre-2 est décédée, comme l'a déclaré sa fille. Cette dernière a bien été surprise lorsqu'elle a vu ce qu'elle a pensé être une réincarnation de son père, alors que c'était une tout autre version d'Alan Scott, cette fois-ci issue du New Earth.

### Superman: Red Son
Scott est également membre du Corps des Marines du Green Lantern dans Superman: Red Son

## Dans d'autres médias

### Télévision
- Alan Scott apparaît dans l'épisode La justice absolue de Smallville. Il y est incarné par l'acteur Doug Pinton et se trouve dans la peau d'un super-héros des années 1970 et directeur d'une station de radio, qui a ensuite été arrêté par la JSA pour fraude fiscale. Il a par la suite été obligé de ranger son costume de super-héros lorsque la loi l'a suspendu à toute activité de justicier[46].
- Alan Scott apparaît dans Batman: L'Alliance des Héros dans l'épisode « Crisis: 22,300 Miles Above Earth! » avec la voix de Corey Burton[47].
- Il fait également un bref caméo dans Young Justice sur l'épisode Humanity, où il est montré dans les images d'archives de la JSA.
- Bien qu'il n'a jamais fait une apparition dans Green Lantern: The Animated Series, Scott est mentionné dans l'épisode Steam Lantern.
- Le fils d'Alan Scott, Obsidian, apparaît dans Legends of Tomorrow, en tant que membre de la Société de Justice d'Amérique.

### Films
Green Lantern fait un caméo dans le générique d'ouverture du film La Ligue des justiciers : Nouvelle Frontière (Justice League: The New Frontier).

### Jeux vidéo
- Alan Scott apparaît DC Universe Online, doublé parJason Phelps[48].
- On peut voir une statue d'Alan Scott dans Batman: The Brave and the Bold , The Game.

### Roman
Sleepers est une trilogie créée par Mike Baron et écrite par Christopher J. Priest. Chaque volume est centré sur une version de Green Lantern, y compris Alan Scott.

### Figurines
En 2010, Alan Scott fait partie de la collection DC Universe Classics Toyline de Mattel.

## Recueils d'éditions
- L'Âge D'Or De Green Lantern Archives Vol. 1 (Green Lantern Vol. 1 #1 et All-American Comics #16-30)
- L'Âge D'Or De Green Lantern Archives Vol. 2 (Green Lantern Vol. 1 #2 à 3, et All-American Comics #31-38)
- JSA Presents Green Lantern (Green Lantern: Brightest Day, Blackest Night (one-shot); JSA: Classé #25, #32-33)
- Crisis on multiple Earths: The team-Ups Vol. 1 (Green Lantern Vol. 2 #40)
- Crisis on multiple Earths: Thé team-Ups Vol. 2 (Green Lantern Vol. 2 n ° 45, 52)